# Begraafplaats van Zaamslag
De Begraafplaats van Zaamslag is een gemeentelijke begraafplaats in het Nederlandse dorp Zaamslag (gemeente Terneuzen) in de provincie Zeeland. Ze ligt langs de Veerstraat op 300 m ten oosten van het dorpscentrum (Plein) en heeft een rechthoekig grondplan dat omsloten is door een haag. De toegang bestaat uit een dubbel metalen traliehek. Het terrein is ruim 2 ha groot en wordt door rechte, kruisende paden in vakken verdeeld.
Op de begraafplaats liggen vier burgerslachtoffers uit de Tweede Wereldoorlog.

## Britse militaire graven
In de noordwestelijke hoek van de begraafplaats ligt een perk met 3 Britse oorlogsgraven uit de Tweede Wereldoorlog. De graven zijn van luitenant Derrick George Gooch en autobestuurder Joseph Allan, allebei van het Royal Army Service Corps en  Ronald Snelling, sergeant bij de Royal Engineers. Laatstgenoemde werd onderscheiden met de Military Medal (MM). Zij liggen niet onder de gebruikelijke witte grafzerken maar in een gemeenschappelijk graf onder één private grafsteen. Zij staan bij de Commonwealth War Graves Commission geregistreerd als Zaamslag General Cemetery.